# Gavin McInnes
Pour les articles homonymes, voir McInnes.
Gavin McInnes, né le 17 juillet 1970 à Hitchin en Angleterre, est une personnalité médiatique canado-britannique résidant aux États-Unis.
Tour à tour écrivain, musicien, polémiste, acteur, humoriste et militant politique, McInnes est connu pour avoir été le cofondateur du magazine Vice dans les années 1990 ; son activité au sein du magazine lui valut notamment d'être qualifié de « parrain » de la mouvance hipster,. Après avoir quitté Vice en 2008, il s'est rapproché de la droite ultra-conservatrice américaine, et a fondé en 2016 le groupuscule néo-fasciste Proud Boys,.

## Vie privée
Gavin Miles McInnes naît le 17 juillet 1970 à Hitchin, dans le comté d'Hertfordshire en Angleterre. Il passe une partie de sa jeunesse à Ottawa, où il participe à la scène punk locale en jouant au sein du groupe « Anal Chinook »,. Il étudie à l'Université Carleton d'Ottawa où il obtient un diplôme en science politique, puis étudie la littérature anglaise à Carleton et à l'Université Concordia à Montréal.
En 2005, il épouse Emily Jendrisak, une publicitaire amérindienne de la tribu Ho-Chunk, appartenant à la nation sioux. Le couple vit dans le comté de Westchester, au nord de New York, avec ses trois enfants. Autrefois athée, McInnes affirme que la paternité l'a fait croire en Dieu et se convertir au catholicisme. Il évoque, au cours d'une vidéo tournée pour The Rebel, son appartenance aux chevaliers de Colomb.
De nationalité canadienne, il vit et travaille aux États-Unis en tant que résident permanent.

## Carrière

### Vice
En 1996, Gavin McInnes, Suroosh Alvi et Shane Smith fondent à Montréal le fanzine Vice après que les trois hommes aient acheté son précurseur Voice of Montreal à Interimages Communications,,. Aux débuts du magazine, McInnes y rédige des articles sous plusieurs pseudonymes. Au sein de Vice, il se fait connaître par ses articles sous forme de « guides » satiriques ; il anime aussi la rubrique DOs & DON'Ts où il dispense, sur un ton sarcastique, ses commentaires sur les habitudes vestimentaires de ses contemporains. Il participe à l'écriture de deux ouvrages liés à Vice : The Vice Guide to Sex and Drugs and Rock and Roll, et Vice Dos and Don'ts: 10 Years of VICE Magazine's Street Fashion Critiques. En 2002, lors d'un entretien avec le New York Press, McInnes tient des propos sur l'immigration qui font polémique et amènent Vice à publier des excuses (voir section « Controverses »).
En 2008, McInnes quitte la rédaction de Vice pour cause de « désaccords créatifs », sans donner plus de détails. En 2013, lors d'un entretien avec le New Yorker, il confie qu'à l'époque, son goût pour la provocation le mettait de plus en plus en conflit avec ses associés, alors que ces derniers cherchaient à attirer les annonceurs.

### L'après-Vice
Après avoir quitté Vice, McInnes fonde avec Derrick Beckles le site Internet StreetCarnage.com dans le but d'y publier du contenu similaire à ce qu'il produisait dans Vice, tout en profitant d'Internet pour éviter la censure et la dépendance aux revenus publicitaires. Il participe aussi à la création de l'agence de publicité Rooster en tant que directeur artistique et tourne notamment une publicité pour les chaussures Vans. En 2012, il écrit How to Piss in Public, un livre où il raconte divers événements et anecdotes insolites de sa vie ; en tournée pour faire la promotion du livre, il s'essaie au stand-up, une expérience qu'il couvrira dans son documentaire The Brotherhood of the Traveling Rants. Il commence également une carrière au cinéma en jouant des rôles secondaires dans plusieurs films. En 2013, il coécrit le scénario d'un long-métrage, How to Be a Man (en), dans lequel il joue également le rôle principal.
Parallèlement, il rédige des chroniques sur divers sites Internet politiquement orientés à droite et à l'extrême-droite, tels que Taki's Magazine (en) ou TruthRevolt (en), ainsi que le site canadien The Rebel Media pour lequel il produit des vidéos, et CRTV, un service de vidéos en ligne américain appartenant à Conservative Review (en), où il anime une émission nommée Get Off My Lawn. Il a aussi sa propre émission, The Gavin McInnes Show, sur le site de vidéos payant Compound Media (en). Il est régulièrement apparu comme chroniqueur sur le plateau de l'émission Red Eye (en), sur la chaîne de télévision américaine Fox News, jusqu'en 2017.
En 2014, après avoir publié un texte sur Internet qui lui vaut des accusations de transphobie et un appel à boycotter l'agence de publicité Rooster, McInnes se voit incité à quitter ses fonctions au sein de Rooster « pour une durée indéterminée » (voir section « Controverses »).

### Proud Boys
En 2016, pendant la campagne présidentielle américaine, Gavin McInnes fonde Proud Boys, une organisation dédiée à la « défense des valeurs occidentales », dont l'adhésion est réservée aux hommes et défendant entre autres le port d'armes à feu, « l'entreprenariat » et la « femme au foyer », tout en s'opposant au « politiquement correct » et à l'immigration,,. Les Proud Boys ont été accusés de liens avec la mouvance d'extrême droite alt-right, ce à quoi le groupe répondit en disant préférer l'appellation alt-lite (jeu de mots avec light/lite qui signifie « éclairé » et « léger, modéré »).
En 2018, McInnes annonce la fin du site StreetCarnage.com par manque de temps et d'intérêt pour s'y consacrer. Plus tard dans l'année, les Proud Boys se retrouvent entourés de polémique, certains membres ayant été par ailleurs impliqués dans plusieurs incidents violents au travers des États-Unis,,, ce qui place le groupe et son fondateur dans la tourmente. Les comptes de McInnes et du groupe Proud Boys sont notamment fermés sur plusieurs réseaux sociaux, comme Facebook ou Twitter, ainsi que sur les services en ligne PayPal, Mailchimp et iTunes,,.
En novembre 2018, alors que sept membres des Proud Boys sont jugés pour leur implication dans une rixe à Manhattan contre des militants cagoulés à la suite d'un discours de McInnes,, ce dernier fait une déclaration publique dans laquelle il annonce ne plus être associé aux Proud Boys, tout en précisant qu'il a pris sa décision uniquement sur l'avis de ses conseillers juridiques, et qu'il n'a « jamais été le chef du groupe, seulement son fondateur ».
Fin 2018, le site CRTV, où McInnes anime une chronique intitulée Get Off My Lawn, fusionne avec TheBlaze, groupe de médias appartenant à l'animateur de télévision Glenn Beck, pour devenir Blaze Media (en). Une semaine plus tard, Blaze Media annonce rompre tout lien avec McInnes, sans donner d'explications. Le site de contenu vidéo YouTube ferme également le compte de McInnes sur sa plateforme, citant des infractions au copyright.
Invité sur le plateau de l'émission Nightline pour un entretien, il reconnaît sa « part de responsabilité » dans l'évolution des Proud Boys et dit « regretter » certains de ses propos concernant l'usage de la violence. Il estime cependant ne pas avoir d'excuses à exprimer au nom des membres de l'organisation.
En février 2019, McInnes porte plainte contre l'association antiraciste américaine Southern Poverty Law Center pour « diffamation », l'association ayant par le passé désigné les Proud Boys comme un groupe « d'incitation à la haine » et accusé McInnes et le groupe de tenir un discours misogyne et anti-musulmans, ce que McInnes conteste. Il justifie par ailleurs sa plainte en affirmant que les propos de l'association auraient personnellement porté atteinte à sa carrière et à sa réputation.

## Controverses

### Interview duNew York Press
En 2002, lors d'un entretien entre les fondateurs de Vice et le journal New York Press, McInnes se félicite du fait que la plupart des résidents de Williamsburg (où se trouve alors la rédaction de Vice) sont blancs. Ces propos créent la polémique et un lecteur de Vice lance une campagne de mécontentement envers le magazine qui incite ce dernier à publier des excuses au nom de McInnes. Contacté par le New York Times, McInnes précise « aimer être blanc », refuser de voir « [sa] culture diluée » et ajoute : « Nous devons immédiatement fermer nos frontières et laisser chacun s'intégrer dans un mode de vie occidental, blanc et anglophone » (We need to close the borders now and let everyone assimilate to a Western, white, English-speaking way of life),. Le journal en conclut qu'il est « bien plus à droite que le Parti républicain ». Ce portrait amène McInnes à envoyer une lettre ouverte au site Gawker où il explique que ses propos étaient à prendre au second degré, mais qu'ils ont été sortis de leur contexte.

### Accusations de transphobie
En 2014, McInnes publie sur le site Internet Thought Catalog (un site communautaire où les utilisateurs peuvent soumettre leurs textes) un article intitulé Transphobia Is Perfectly Natural (« La transphobie est quelque chose de tout à fait naturel ») traitant de la transidentité. L'article, jugé transphobe, crée la polémique, et un appel à boycotter Rooster (l'agence de publicité au sein de laquelle McInnes travaille en tant que directeur artistique) est lancé sur Internet. La direction de Rooster incite alors McInnes à prendre congé de ses fonctions « pour une durée indéterminée ». La page Web de l'article affiche à présent un message d'avertissement informant que l'article a été reporté comme « haineux » par la communauté de Thought Catalog, et offre un lien vers une page regroupant des réflexions sur les propos de McInnes et les principes du site. Au nom du principe de liberté d'expression de Thought Catalog, l'article original est disponible à la lecture par le biais d'un lien « Continue » (continuer) en bas de la page.

### Accusations d'antisémitisme
En 2017, McInnes tourne une vidéo en Israël pour le site The Rebel Media, où il fait plusieurs déclarations sur les Juifs, la Shoah et l'Holodomor, qui lui valent des accusations d'antisémitisme : il minimise alors ses propos. De plus, la vidéo est favorablement accueillie au sein des milieux nationalistes, racistes et néonazis, et des personnalités telles que David Duke (militant raciste et ancien « Grand Sorcier » du Ku Klux Klan) et Richard B. Spencer (militant d'extrême droite lié à la mouvance alt-right) adressent leur compliments à McInnes pour sa vidéo. Celui-ci leur répondra : « Désolé, les nazis, je ne voudrais pas vous blesser, mais je ne vous aime pas : j'aime les Juifs »,.

## Filmographie

### Acteur

#### Cinéma
- 2008 : Sophie Can Walk, de Gavin McInnes (court-métrage) : lui-même
- 2009 : Asshole, de Chadd Harbold (court-métrage) : Vincent Allen
- 2009 : Are Women as Horny as Men?, de Bryan Gaynor, Chadd Harbold et Gavin McInnes (court-métrage) : le danseur
- 2013 : How to Be a Man (en), de Chadd Harbold : Mark McCarthy
- 2015 : Creative Control, de Benjamin Dickinson : Scott
- 2015 : One More Time, de Robert Edwards : le réalisateur du studio
- 2016 : Long Nights Short Mornings (en), de Chadd Harbold : le comédien

#### Télévision
- 2006 : Kenny vs. Spenny (en) (série TV, épisode Who Is Cooler?) : le « juge cool »
- 2010 : Soul Quest Overdrive (en) (série télévisée) : Mick (voix)

### Scénariste
- 2008 : Sophie Can Walk (court-métrage)
- 2009 : Are Women as Horny as Men? (court-métrage)
- 2013 : How to Be a Man (en) (coscénarisé avec Bryan Gaynor et Chadd Harbold)

### Réalisateur
- 2008 : Sophie Can Walk (court-métrage)
- 2009 : Are Women as Horny as Men? (court-métrage, coréalisé avec Bryan Gaynor et Chadd Harbold)
- 2013 : The Brotherhood of the Traveling Rants (documentaire)